# Grammy Awards 2011
La 53ª edizione dei Grammy Awards si è svolta il 13 febbraio 2011 allo Staples Center di Los Angeles.
Lo show è stato trasmesso sul canale statunitense CBS, ed è stato presentato da più artisti contemporaneamente. Le candidature sono state annunciate il 1º dicembre 2010, e sono stati assegnati 109 premi.
Gli artisti più premiati di questa edizione sono stati i Lady Antebellum con cinque statuette su sei candidature. Eminem, nonostante sia risultato l'artista col maggior numero di candidature (dieci), è riuscito a vincerne solo due.

## Vincitori e candidati

### Categorie principali

#### Registrazione dell'anno
- Need You Now - Lady Antebellum; Lady Antebellum e Paul Worley (produttori); Clarke Schleicher (ingegnere/mixers)
- Nothin' on You - B.o.B feat. Bruno Mars; The Smeezingtons (produttori); Ari Levine (ingegnere/mixer)
- Love the Way You Lie - Eminem feat. Rihanna; Alex da Kid e Makeba Riddick (produttori); Alex da Kid, Eminem e Mike Strange (ingegneri/mixers)
- Fuck You! - Cee Lo Green; The Smeezingtons (produttori)
- Empire State of Mind - Jay-Z feat. Alicia Keys; Angela Hunte, Jane't "Jnay" Sewell-Ulepic e Al Shux (produttori); Ken Duro Ifill, Gimel "Young Guru" Keaton e Ann Mincieli (ingegneri/mixers)

#### Canzone dell'anno
- Need You Now scritta da Dave Haywood, Josh Kear, Charles Kelley & Hillary Scott e cantata da Lady Antebellum
- Beg Steal or Borrow scritta e cantata da Ray LaMontagne
- Fuck You! scritta da Cee Lo Green, Phillip Lawrence, & Bruno Mars e cantata da Cee Lo Green
- The House That Built Me scritta da Tom Douglas e Allen Shamblin e cantata da Miranda Lambert
- Love the Way You Lie scritta da Alexander Grant, Holly Hafferman, & Marshall Mathers e cantata da Eminem con Rihanna

#### Miglior artista esordiente
- Esperanza Spalding
- Justin Bieber
- Drake
- Florence and The Machine
- Mumford & Sons

#### Album dell'anno
- The Suburbs - Arcade Fire
- Recovery - Eminem
- Need You Now - Lady Antebellum
- The Fame Monster - Lady Gaga
- Teenage Dream - Katy Perry

### Alternativa

#### Miglior album di musica alternativa
- Brothers - The Black Keys
- The Suburbs - Arcade Fire
- Infinite Arms - Band of Horses
- Broken Bells - Broken Bells
- Contra - Vampire Weekend

### Pop

#### Miglior album pop vocale
- The Fame Monster - Lady Gaga
- My World 2.0 - Justin Bieber
- I Dreamed a Dream - Susan Boyle
- Battle Studies - John Mayer
- Teenage Dream - Katy Perry

#### Miglior interpretazione vocale pop femminile
- Lady Gaga - Bad Romance
- Sara Bareilles - King of Anything
- Beyoncé - Halo (Live)
- Norah Jones - Chasing Pirates
- Katy Perry - Teenage Dream

#### Miglior interpretazione vocale pop maschile
- Bruno Mars - Just the Way You Are
- Michael Bublé - Haven't Met You Yet
- Michael Jackson - This Is It
- Adam Lambert - Whataya Want from Me
- John Mayer - Half of My Heart

#### Miglior interpretazione vocale pop di gruppo
- Train - Hey, Soul Sister (live)
- Glee Cast - Don't Stop Believin' (Regionals Version)
- Maroon 5 - Misery
- Paramore - The Only Exception
- Sade - Babyfather

#### Miglior collaborazione vocale pop
- Herbie Hancock, Pink, India.Arie, Seal, Konono Nº1, Jeff Beck & Oumou Sangaré - Imagine
- B.o.B, Eminem e Hayley Williams – Airplanes Part II
- Elton John e Leon Russell – If It Wasn't for Bad
- Lady Gaga e Beyoncé – Telephone
- Katy Perry e Snoop Dogg – California Gurls

### Rap

#### Miglior album rap
- Recovery - Eminem
- B.o.B Presents: The Adventures of Bobby Ray - B.o.B
- Thank Me Later - Drake
- The Blueprint 3 - Jay-Z
- How I Got Over - The Roots

#### Miglior canzone rap
- Empire State of Mind, scritta da Jay-Z, Alicia Keys, Angela Hunte, Jane't Sewell-Ulepic ed Al Shux, cantata da Jay-Z ft. Alicia Keys
- Love the Way You Lie, scritta da Alex da Kid, Skylar Grey e Eminem, cantata da Eminem ft. Rihanna
- Not Afraid, scritta da Matthew Burnett, Jordan Evans, Eminem, Luis Resto e Boi-1da, cantata da Eminem
- Nothin' On You, scritta da Philip Lawrence, Ari Levine, Bruno Mars e B.o.B, cantata da B.o.B ft. Bruno Mars
- On to the Next One, scritta da Jay-Z, J. Chaton e Swizz Beatz, cantata da Jay-Z e Swizz Beatz

#### Migliore collaborazione con un artista rap
- Jay-Z feat. Alicia Keys – Empire State of Mind
- B.o.B feat. Bruno Mars – Nothin' on You
- Chris Brown feat. Tyga e Kevin McCall – Deuces
- Eminem feat. Rihanna – Love the Way You Lie
- John Legend feat. The Roots, Melanie Fiona e Common – Wake Up Everybody

#### Miglior interpretazione rap solista
- Eminem - Not Afraid
- Drake – Over
- Ludacris – How Low
- T.I. – I'm Back
- Kanye West – Power

### Dance/elettronica

#### Miglior album dance/elettronico
- La Roux - La Roux
- These Hopeful Machines - BT
- Further - The Chemical Brothers
- Head First - Goldfrapp
- Black Light - Groove Armada

#### Miglior registrazione dance
- Only Girl (in the World) - Rihanna
- Rocket - Goldfrapp
- In for the Kill - La Roux
- Dance in the Dark - Lady Gaga
- Dancing on My Own - Robyn

### New Age

#### Miglior album new age
- Miho: Journey to the Mountain - Paul Winter Consort
- Ocean - Michael Brant DeMaria
- Sacred Journey of Ku-Kai, Volume 4 - Kitarō
- Dancing Into Silence - R. Carlos Nakai, William Eaton e Will Clipman
- Instrumental Oasis, Vol 4 - Zamora

### Reggae

#### Miglior album reggae
- Before the Dawn - Buju Banton
- Isaacs Meets Isaac - Gregory Isaacs e King Isaac
- Revelation - Lee "Scratch" Perry
- Made in Jamaica - Bob Sinclar e Sly & Robbie
- One Pop Reggae + - Sly & Robbie and The Family Taxi
- Legacy: An Acoustic Tribute to Peter Tosh - Andrew Tosh

### R&B

#### Miglior canzone R&B
- Shine, scritta da John Legend, eseguita da John Legend & The Roots
- Bittersweet, scritta da Charles Harmon & Claude Kelly, eseguita da Fantasia
- Finding My Way Back, scritta da Ivan "Orthodox" Barias, Curt Chambers, Carvin "Ransum" Haggins, Jaheim e Miquel Jontel, eseguita da Jaheim
- Second Chance, scritta da Eldra DeBarge e Mischke, eseguita da El DeBarge
- Why Would You Stay, scritta ed eseguita da Kem

#### Miglior album R&B
- Wake Up! - John Legend e The Roots
- The Love & War MasterPeace - Raheem DeVaughn
- Back to Me - Fantasia
- Another Round - Jaheim
- Still Standing - Monica

### Rock

#### Miglior album rock
- The Resistance - Muse
- Emotion & Commotion - Jeff Beck
- Backspacer - Pearl Jam
- Mojo - Tom Petty and the Heartbreakers
- Le Noise - Neil Young

#### Miglior canzone rock
- Angry World, scritta da Neil Young, cantata da Neil Young
- Tighten Up, scritta da Dan Auerbach e Patrick Carney, cantata da The Black Keys
- Radioactive, scritta da Caleb Followill, Jared Followill, Matthew Followill e Nathan Followill, cantata da Kings of Leon
- Little Lion Man, scritta da Ted Dwane, Ben Lovett, Marcus Mumford e "Country" Winston Marshall, cantata da Mumford & Sons
- Resistance, scritta da Matthew Bellamy, cantata da Muse

#### Miglior interpretazione vocale rock solista
- Paul McCartney - Helter Skelter
- Eric Clapton – Run Back to Your Side
- John Mayer – Crossroads
- Robert Plant – Silver Rider
- Neil Young – Angry World

#### Miglior interpretazione rock di un duo o un gruppo
- The Black Keys - Tighten Up
- Arcade Fire - Ready to Start
- Jeff Beck e Joss Stone - I Put a Spell on You
- Kings of Leon - Radioactive
- Muse - Resistance

#### Miglior interpretazione hard rock
- Them Crooked Vultures - New Fang
- Alice in Chains - A Looking in View
- Ozzy Osbourne - Let Me Hear You Scream
- Soundgarden - Black Rain
- Stone Temple Pilots - Between the Lines

#### Miglior interpretazione metal
- Iron Maiden - El Dorado
- Korn – Let the Guilt Go
- Lamb of God – In Your Words
- Megadeth – Sudden Death
- Slayer – World Painted Blood

### Gospel

#### Miglior album Rock o Rap Gospel
- Hello Hurricane – Switchfoot
- Church Music – David Crowder Band
- For Those Who Wait – Fireflight
- Beautiful Things – Gungor
- Rehab – Lecrae

### Produzione

#### Produttore dell'anno, non classico
- Danger Mouse
- Rob Cavallo
- Dr. Luke
- RedOne
- The Smeezingtons

#### Miglior composizione remixata, non classica
- "Revolver (David Guetta's One Love Club Remix)" - David Guetta ed Afrojack
- "Fantasy (Morgan Page Remix)" - Morgan Page
- "Funk Nasty (Wolfgang Gartner Remix Edit)" - Wolfgang Gartner
- "Orpheus (Quiet Carnival) (Funk Generation Mix)" - Mike Rizzo
- "Sweet Disposition (Axwell and Dirty South Remix)" - Axel Hedfors e Dragan Roganovic

### Videoclip/Film

#### Miglior videoclip
- Bad Romance - Lady Gaga; Francis Lawrence (regista); Kathy Angstadt, Nicole Ehrlich & Heather Heller (produttori)
- Ain't No Grave / The Johnny Cash Project - Johnny Cash
- Love the Way You Lie - Eminem e Rihanna
- Stylo - Gorillaz, Mos Def e Bobby Womack
- Fuck You! - Cee Lo Green